# Júlio Andrade Ferreira
Júlio Andrade Ferreira (3 de setembro de 1912, Andradas, Minas Gerais, Brasil - 11 de outubro de 2001, Campinas, São Paulo, Brasil) foi um pastor presbiteriano, teólogo e escritor.

## Biografia
Júlio Andrade Ferreira nasceu em Andradas, Minas Gerais, no dia 3 de setembro de 1912. Foi o 10° filho de Joaquim José Ferreira e Gabriela Ernestina Andrade Ferreira, sendo batizado na Fazenda do Óleo em 24 de fevereiro de 1913. O oficiante foi o Rev. Basílio Braga, pastor da Igreja de São João da Boa Vista, Estado de São Paulo, que estava no primeiro ano do seu ministério. Júlio passou a infância em São João da Boa Vista, onde fez o curso primário. Seu pai foi um dos fundadores e presbítero da igreja presbiteriana local, organizada em 1889. Joaquim José Ferreira professou a fé com o Rev. Miguel Gonçalves Torres e foi braço direito do ilustre Rev. Álvaro Reis, mais tarde pastor da Igreja Presbiteriana do Rio de Janeiro.
Em 1926, Júlio foi para Ribeirão Preto, onde cursou o Ginásio do Estado por cinco anos, tendo obtido prêmios como o primeiro aluno da turma. No dia 26 de julho do mesmo ano, foi recebido por profissão de fé pelo Rev. Robert Daffin na pequenina congregação presbiteriana daquela cidade, fundada em março daquele ano na casa do irmão de Júlio, João Andrade Ferreira. O adolescente fez parte da segunda turma de professandos da futura Igreja Presbiteriana de Ribeirão Preto. Em 1927, o jornal "O Evangelista", editado pelo Rev. Alva Hardie, publicou o primeiro artigo de Júlio, uma crônica sobre "Moisés, o Libertador", enviada àquele periódico por sua professora de Escola Dominical, Emília Magalhães.
Em 1932, com exames suplementares de psicologia, pedagogia e didática na conceituada Escola Normal da Praça da República (depois Instituto Caetano de Campos), em São Paulo, Júlio obteve o diploma de normalista. A seguir, ingressou na Faculdade de Teologia da Igreja Presbiteriana do Brasil, em Campinas, onde obteve em 1935 o grau de bacharel em teologia. Júlio foi licenciado pelo antigo Presbitério de Minas em 1936 e ordenado no dia 17 de janeiro de 1937. No dia 26 de janeiro de 1938, casou-se, em São João da Boa Vista, com Alzira Helena Valim Ferreira.
Por onze anos, exerceu o pastorado na cidade de Franca, em São Paulo. Ocupou a cadeira de Sociologia da Escola Normal Livre, depois Escola Normal Oficial de Franca. Em 1942, dirigiu pesquisa sociológica sobre a vida do garimpeiro, tendo obtido apreciação positiva do sociólogo francês Paul Arbousse Bastide, então professor da Universidade de São Paulo. No ano seguinte, prestou concurso para a cadeira de Sociologia, tendo sido aprovado pela banca constituída por Roger Bastide, Fernando de Azevedo, Romano Barreto, Nelson Omegna e Raul Moraes. Foi nomeado em caráter efetivo para a regência da cadeira em 11 de julho de 1944.
Em 1946, o Rev. Júlio foi escolhido pelo Supremo Concílio da Igreja Presbiteriana do Brasil para ocupar a cadeira de Teologia Sistemática no Seminário Teológico Presbiteriano de Campinas (ex-Faculdade de Teologia), e nesse cargo permaneceu até 1966, tendo também exercido as funções de bibliotecário, administrador, deão e reitor. No ano escolar 1952-1953, visitou nove países da Europa, tendo também passado pela África, Ilhas Canárias e Ilha da Madeira. Fez curso de especialização em teologia na Faculdade de Teologia Protestante da Universidade de Estrasburgo, na França, e de sociologia religiosa no Instituto de Filosofia da Faculdade de Letras da mesma universidade. Participou do Instituto Ecumênico em Bossey, na Suíça, e do Congresso de Fé e Ação Reformada em Montpellier, na França.
Nomeado pelo Supremo Concílio da Igreja Presbiteriana do Brasil como seu historiador oficial, organizou o Arquivo Presbiteriano, hoje sediado em São Paulo, bem como o Museu Presbiteriano, localizado no Seminário de Campinas. Redigiu a importante obra História da Igreja Presbiteriana do Brasil, em dois volumes publicados pela Casa Editora Presbiteriana em 1960 (2ª edição em 1992). Anteriormente havia publicado duas obras biográficas, O Apóstolo de Caldas (1950), sobre o Rev. Miguel G. Torres, e Galeria Evangélica (1952), lançadas pela mesma editora. Publicou em 1959 um estudo apologético intitulado Espiritismo: Uma Avaliação e em 1962 um estudo doutrinário, Conheça sua Bíblia. A continuação desse estudo, Conheça sua Fé, saiu do prelo em 1967.
Na cátedra de Sociologia, depois de servir em Institutos de Educação em Franca, Rio Claro, Limeira, Americana, Santa Bárbara D'Oeste e Campinas, foi posto à disposição do gabinete do secretário de educação para prestar serviços na assessoria técnica do Conselho Estadual de Educação. Tornou-se chefe da mesma assessoria até a ocasião em que se aposentou, em 5 de outubro de 1966.
Em 1959, foi um dos representantes da Igreja Presbiteriana do Brasil na Aliança Presbiteriana Mundial, reunida em São Paulo. Desde 1961, data de sua fundação, até o final de 1966, foi presidente da Associação de Seminários Teológicos Evangélicos (ASTE). Essa associação promoveu, com o auxílio do Fundo para Educação Teológica, dos Estados Unidos, um amplo programa de publicações, com cerca de 25 obras lançadas em sua gestão, bem como um programa de intercâmbio cultural, com mais de vinte bolsas de estudo para o exterior. Desde dezembro de 1965, data de sua fundação, até 1969, quando encerrou as atividades, foi diretor de estudos do Instituto Evangélico de Pesquisas, mantido inicialmente pela ASTE e pela Confederação Evangélica do Brasil, e depois um departamento autônomo da ASTE.
Em 1967, de janeiro a agosto, o Rev. Júlio fez, em companhia da esposa, uma viagem aos Estados Unidos. Sua principal permanência foi no Seminário Teológico de Pittsburgh, na Pensilvânia, onde, entre outras disciplinas, cursou Fundamentos Sociológicos, e sua esposa, Educação Cristã. Também fizeram um curso intensivo no Centro para Treinamento Urbano, em Chicago, voltado para o ministério no contexto urbano. Tomaram parte, em Nova York, na Conferência de Educação Teológica promovida pelo Conselho Nacional de Igrejas Cristãs e assistiram à Assembléia Geral da Igreja Presbiteriana Unida dos Estados Unidos da América, em Portland, Oregon. Visitaram experimentos sobre novas formas de ministério em São Francisco e outros locais. Também compareceram à Conferência Missionária Mundial da Igreja Presbiteriana dos Estados Unidos (Igreja do Sul), em Montreat, na Carolina do Norte.
Foi vasta a atividade literária do Rev. Júlio A. Ferreira. Em 1972 tornou-se membro da Academia de Letras de São João da Boa Vista, terra de seus pais e da sua infância, e em 1977 foi recebido como membro da Academia Campinense de Letras. Além das obras já mencionadas, vale mencionar as seguintes: Relógio de Jesus (1974), Profeta da Unidade, biografia de Erasmo Braga (1975) e Apocalipse: Ontem e Hoje (1983). A série continuou com Judeu - O Enigma da História, Bíblia - Enigma da Literatura, Parábolas de Hoje, Caminhos Inescrutáveis, O Tema de Deus, Que Sinais Haverá, O Dízimo Cristão, Religião no Brasil e As Faces de Adão. Há muitos originais inéditos sobre temas históricos, bíblicos e teológicos em poder de Luz Para o Caminho Comunicações, detentora dos direitos autorais.
O Rev. Júlio era membro do Presbitério de Campinas (o antigo e histórico Presbitério de Minas). Serviu desde 1968 no pastorado da Igreja Presbiteriana de Campinas e posteriormente na Igreja Presbiteriana do Jardim Guanabara. Foi jubilado em 1982, após 47 anos de serviço ativo. Nessa ocasião, foi declarado pastor emérito da Igreja Presbiteriana do Jardim Guanabara; posteriormente, também recebeu a mesma homenagem da Igreja Presbiteriana do Jardim Flamboyant. Ainda em 1982, recebeu da Câmara Municipal de Campinas o título de Cidadão Campineiro. No mesmo ano, viajou com a esposa ao Peru e Equador, a convite do seu ex-aluno Rev. José Andrade C., fundador de "La Bíblia Dice", congênere de Luz Para o Caminho. Esse pastor traduziu para o espanhol o livro Conheça sua Bíblia. Anos mais tarde, o casal Ferreira e um casal de parentes visitaram a Europa e Israel, viagem essa descrita na crônica "Quarenta Dias".
Em 1994, o Rev. Júlio foi declarado professor emérito da instituição à qual esteve ligado por muitos anos, o Seminário Presbiteriano de Campinas. No dia 12 de agosto de 1995, o casal Ferreira foi homenageado pela direção da Igreja Presbiteriana do Brasil, em Brasília, em reconhecimento da longa folha de serviços prestados à denominação. Escreveu para a ocasião um comovido texto de agradecimento intitulado "Foi o Senhor que nos usou". No dia 11 de novembro de 1999, por ocasião do jubileu da turma de 1949 do Seminário de Campinas, o Rev. Júlio foi homenageado pela mesa da Comissão Executiva do Supremo Concílio com o título inédito de "Historiador Emérito" da Igreja Presbiteriana do Brasil. Ele foi o último sobrevivente da sua turma, a de 1935.
Faleceu em 11 de outubro de 2001, aos 89 anos de idade.